# Roc de la Melca
El Roc de la Melca és un jaciment arqueològic a la vall de Sant Aniol de Finestres, (la Garrotxa), inclòs a l'Inventari del Patrimoni Arqueològic i Paleontològic de Catalunya.
Es troba l'esquerra del riu Llémena, constituït per un gran bloc de pedra sorrenca fossilífera de l'Eocè, sota les vores del qual resta un petit abric que va ser ocupat per comunitats caçadores-recol·lectores. El jaciment presenta una cronologia realitzada pel Centre Scientifique de Monaco d'entre 20.900 +- 400 B.P que podria correspondre a un solutrià inferior, o bé a un gravetià final.
Va ser descobert per Francesc Riuró, el qual va senyalar també tota una sèrie d'altres llocs d'ocupació prop de Sant Aniol de Finestres. Durant alguns anys, el jaciment va ser visitat per Riuró, Miquel Oliva i els seus col·laboradors, que van recollir el material que guarda actualment el Servei d'Investigacions Arqueològiques de la Diputació de Girona i Museu Arqueològic de Girona.
Els estudis sobre material lític realitzats per N. Soler demostren que només el 56% està tallat en sílex i entre 2.083 fragments lítics només s'hi troben 190 peces retocades, algunes d'elles de dimensions molt petites. Entre les retocades dominen els denticulats (31'6%), seguits de les rascadores (13%). Hi ha pocs raspadors i en canvi es troba un elevat percentatge de burins (13%). A més a més, hi ha 16 nuclis i alguns morfotipus pertanyents a còdols tallats choppers, chopping-tools. La matèria primera utilitzada per produir indústria lítica és majoritàriament sílex, seguit de quars, la qual es completa amb pòrfir, basalt, lidita, pissarra, cristall de roca, etc. El jaciment no presenta indicis de retoc pla, indicador del Solutrià fet que fa pensar que cal relacionar-lo més amb un Gravetià final. Pel que fa a la indústria en os, només s'ha recuperat un punxó de secció circular. Entre les restes de fauna, les quals presenten unes condicions pèssimes, domina el conill, però hi ha també cavall, cabra, senglar i cérvol.